# 萊伊西鄉

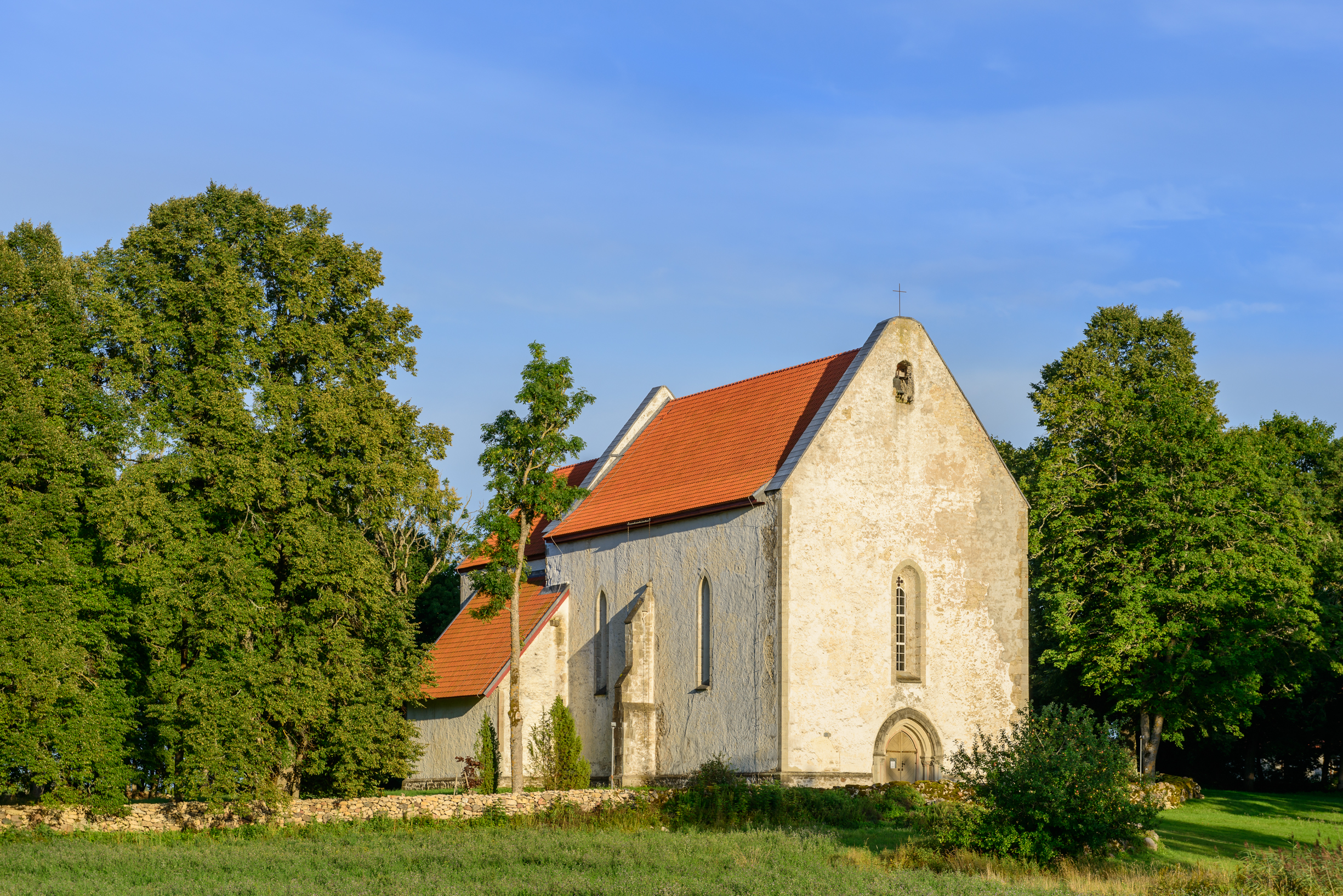
卡尔亚教堂

萊伊西鄉，曾是愛沙尼亞薩雷縣的一個鄉村型市镇，位於該國西部，行政中心設於萊伊西，面積348平方公里，2010年人口2,137，人口密度每平方公里6人。
2017年爱沙尼亚行政改革后，包括萊伊西市镇在内的萨雷马岛上的所有12个市镇合并成萨雷马市镇。